# Mundaring
Mundaring est une ville située dans la banlieue de Perth, à 34 kilomètres à l'est de cette ville. Mundaring est le centre administratif du comté de Mundaring, en Australie.